# 志智俊夫
志智 俊夫（しっち としお、1972年9月3日 - ）は、競輪選手。日本競輪選手会岐阜支部所属、ホームバンクは岐阜競輪場。日本競輪学校（当時。以下、競輪学校）第70期生。師匠は大島昭二（50期）。

## 来歴
岐阜県立岐南工業高等学校を経て競輪学校に入校。在校競走成績は25位（21勝）。1992年8月9日、西武園競輪場でデビューし5着。初勝利は同年9月21日の高知競輪場。
2005年に行われた第1回サマーナイトフェスティバル（川崎競輪場、7着）、翌2006年の競輪祭（小倉競輪場、9着）、ふるさとダービー（小松島競輪場、6着）でそれぞれ決勝に進出。開設記念競輪では、4日制移行以後4回の優勝を記録している。
2012年に通算400勝を、2017年には500勝を達成。2023年には現役6人目となる600勝を達成した。
同期同地区の一丸安貴がスター街道を歩む中、志智は地味ながらもじわじわとその地位を上げていった。50歳を超えてベテランとなっても最上位であるS級1班に所属し、2023年の第66回オールスター競輪では50歳11か月ながらファン投票第110位で選出されるなど、長年にわたって人気・実力ともに兼ね備えて活躍を続けている。